# Villa Rinaldi Nardi
Villa Rinaldi Nardi è una villa di Lucca situata nella frazione di Massa Pisana.

## Storia e descrizione
Appartenne dal XVI secolo alla famiglia Rinaldi e nel XVIII secolo venne ristrutturata da Gerolamo Rinaldi. Fu ceduta poco dopo, nel 1782, a Aurelio Mansi e dopo altri passaggi di proprietà pervenne nel 1860 ai Simoncini, i quali vendettero poi agli attuali proprietari.
L'edificio è relativamente semplice, tipico esempio di casa padronale della lucchesia, mentre il giardino è più articolato, diviso su tre piani sul lato di levante.
La facciata dell'edificio, con una scala in pietra di Guamo, si apre sul piano intermedio del giardino, diviso in sei aiuole. Sull'asse centrale si trovano un albero secolare di camelia ed un pozzo con ringhiera in ferro battuto.
Il livello inferiore è collegato da una doppia scala in pietra e presenta un orto murato, diviso in quattro settori con al centro una vasca mistilinea.
Si accede al livello superiore da una scalinata che sale dallo spiazzo della facciata posteriore della villa. Questo livello è caratterizzato dal "selvatico" (boschetto) con alberi ad alto fusto ed un parterre in siepi di mortellino che compone un labirinto.